# Пустата земя
Пустата земя (на английски: The Waste Land) е поема на Т. С. Елиът, считана за един от най-важните литературни текстове на XX век и централна творба в модернистката поезия  Публикувана е през 1922 г. във Великобритания в октомврийското издание на The Criterion. Обемът на поемата е 64 страници.
Елиът вероятно работи върху текста, който се превръща в „Пустата земя“, в продължение на няколко години преди първото му публикуване през 1922 г. В писмо до адвоката на Ню Йорк и патрон на модернизма Джон Куин Елиът пише, че има дълга поема в ума и отчасти на хартия, който желае да завърше.